# Giron
Giron ist eine französische Gemeinde mit 174 Einwohnern (Stand: 1. Januar 2022) im Département Ain in der Region Auvergne-Rhône-Alpes. Sie gehört zum Arrondissement Nantua und ist Mitglied im Gemeindeverband Terre Valserhône. Die Bewohner werden Gironnais und Gironnaises genannt.

## Geographie
Giron liegt auf 1000 m, etwa 14 Kilometer nordnordwestlich des Städtchens Bellegarde-sur-Valserine, 42 Kilometer östlich der Präfektur Bourg-en-Bresse und 29 Kilometer westlich der Stadt Genf (Luftlinie). Das Dorf erstreckt sich im französischen Jura auf einem leicht gegen Westen geneigten Plateau über dem tief eingeschnittenen Tal der Semine. Es ist das höchstgelegene Dorf im Département Ain.
Die Fläche des 9,39 km² großen Gemeindegebiets umfasst einen Abschnitt des Hochjuras. Der zentrale Teil des Gebietes wird vom Plateau von Giron eingenommen (durchschnittlich auf 1000 m). Dieses senkt sich leicht gegen Westen und fällt dann mit einem dicht bewaldeten Hang steil zum Tal der Semine ab, welche das Gemeindeareal nach Süden zur Valserine entwässert. Östlich an das Plateau schließt ein rund 150 m hoher Hang an, der weiter im Osten in das Hochplateau der Forêt de Champfromier übergeht. Allerdings gehört nur ein schmaler Streifen dieser bewaldeten Hochfläche zu Giron. Hier wird mit 1200 m die höchste Erhebung von Giron erreicht. Das Gemeindegebiet ist Teil des Regionalen Naturparks Haut-Jura (frz.: Parc naturel régional du Haut-Jura). Giron liegt am Fernwanderweg GR 9 und ist südlicher Endpunkt der Ski-Langlauf-Variante der Grande Traversée du Jura.
Zu Giron gehören neben dem eigentlichen Dorf Giron-Devant auch das nördlich anschließende Giron-Derrière (990 m) und einige Gehöfte. Nachbargemeinden von Giron sind Belleydoux im Norden, Champfromier im Osten, Saint-Germain-de-Joux im Süden sowie Échallon im Westen.

## Geschichte
Ursprünglich gehörte Giron-Devant zur Gemeinde Champfromier, während Giron-Derrière Teil von Échallon war. Mit der französischen Revolution wurden die beiden Weiler zur neuen Gemeinde Giron zusammengelegt.

## Bevölkerungsentwicklung
| Jahr                       | 1962 | 1968 | 1975 | 1982 | 1990 | 1999 | 2010 | 2021 |
| Einwohner                  | 140  | 118  | 100  | 99   | 88   | 100  | 162  | 176  |
| Quellen: Cassini und INSEE |      |      |      |      |      |      |      |      |

Mit 174 Einwohnern (Stand 1. Januar 2022) gehört Giron zu den kleinsten Gemeinden des Départements Ain. Nachdem die Einwohnerzahl in der ersten Hälfte des 20. Jahrhunderts deutlich abgenommen hatte, wurde seit Beginn der 1990er Jahre wieder ein leichtes Bevölkerungswachstum verzeichnet. Die Ortsbewohner von Giron heißen auf Französisch Gironnais(es).

## Sehenswürdigkeiten
Die Kirche Mariä Himmelfahrt von Giron wurde im 19. Jahrhundert neu erbaut. Die etwa 25 m lange Höhle grotte des Abrands ist als site classé eingetragen und kann frei besichtigt werden.

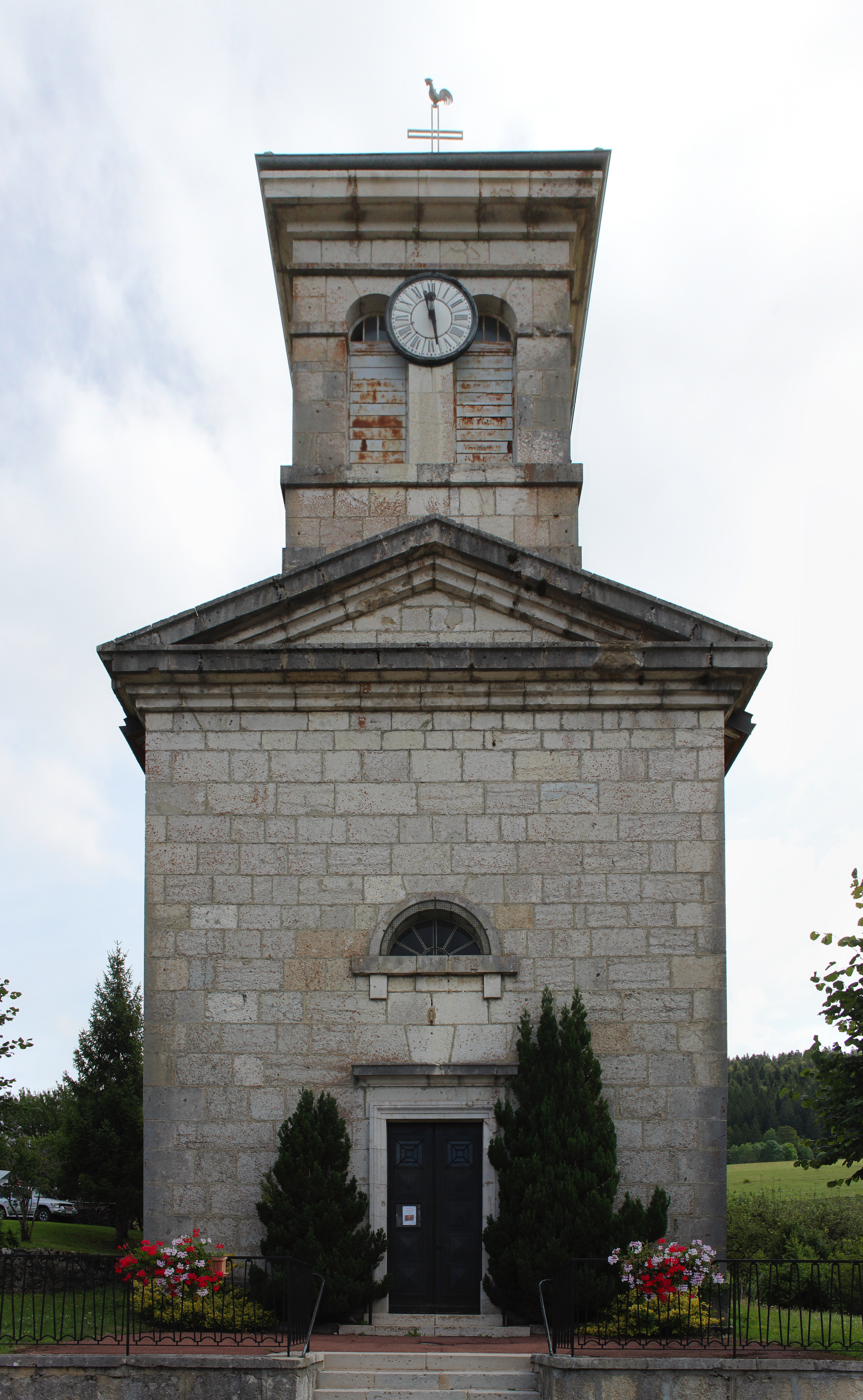
Kirche Mariä Himmelfahrt
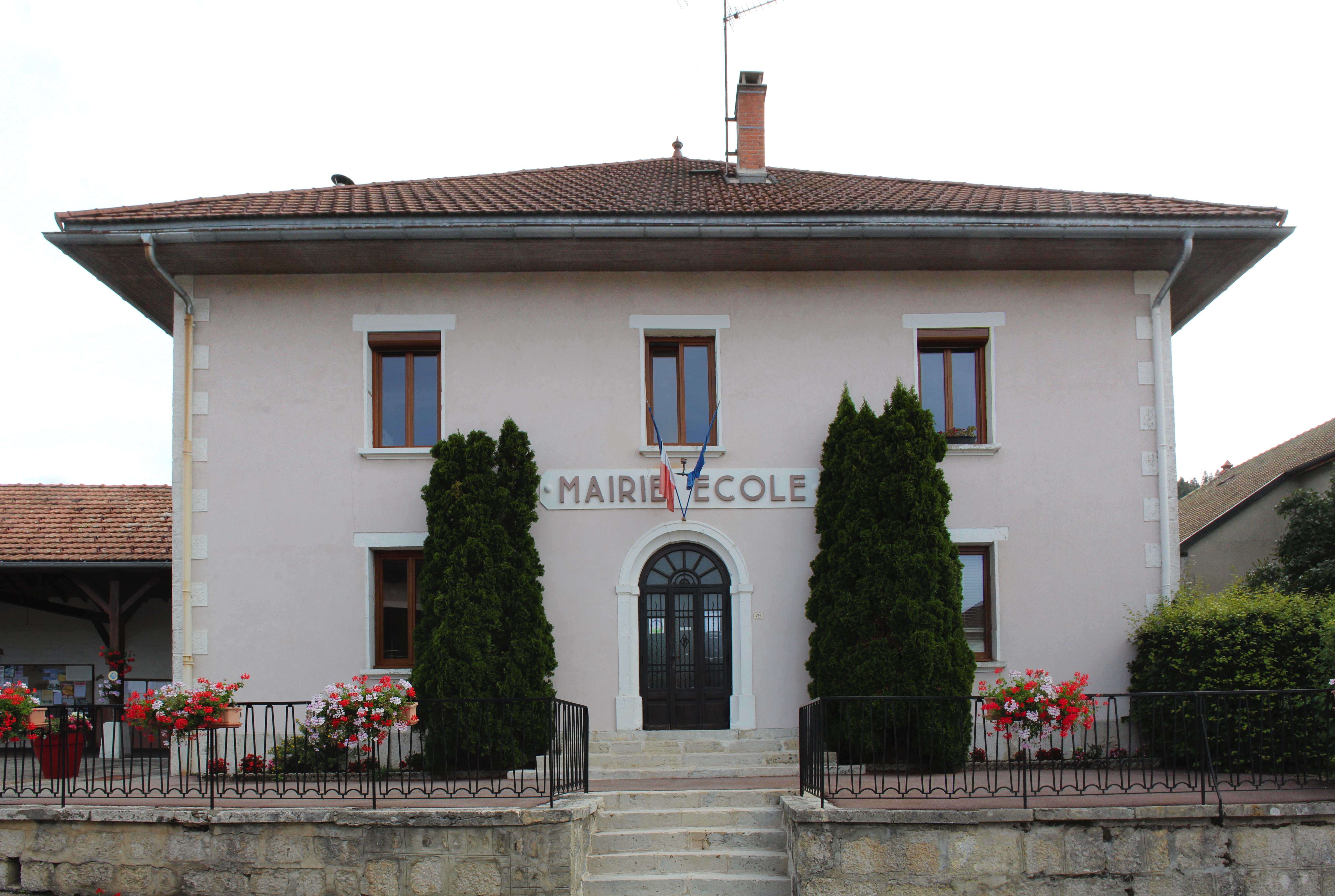
Rathaus (mairie) und Schule
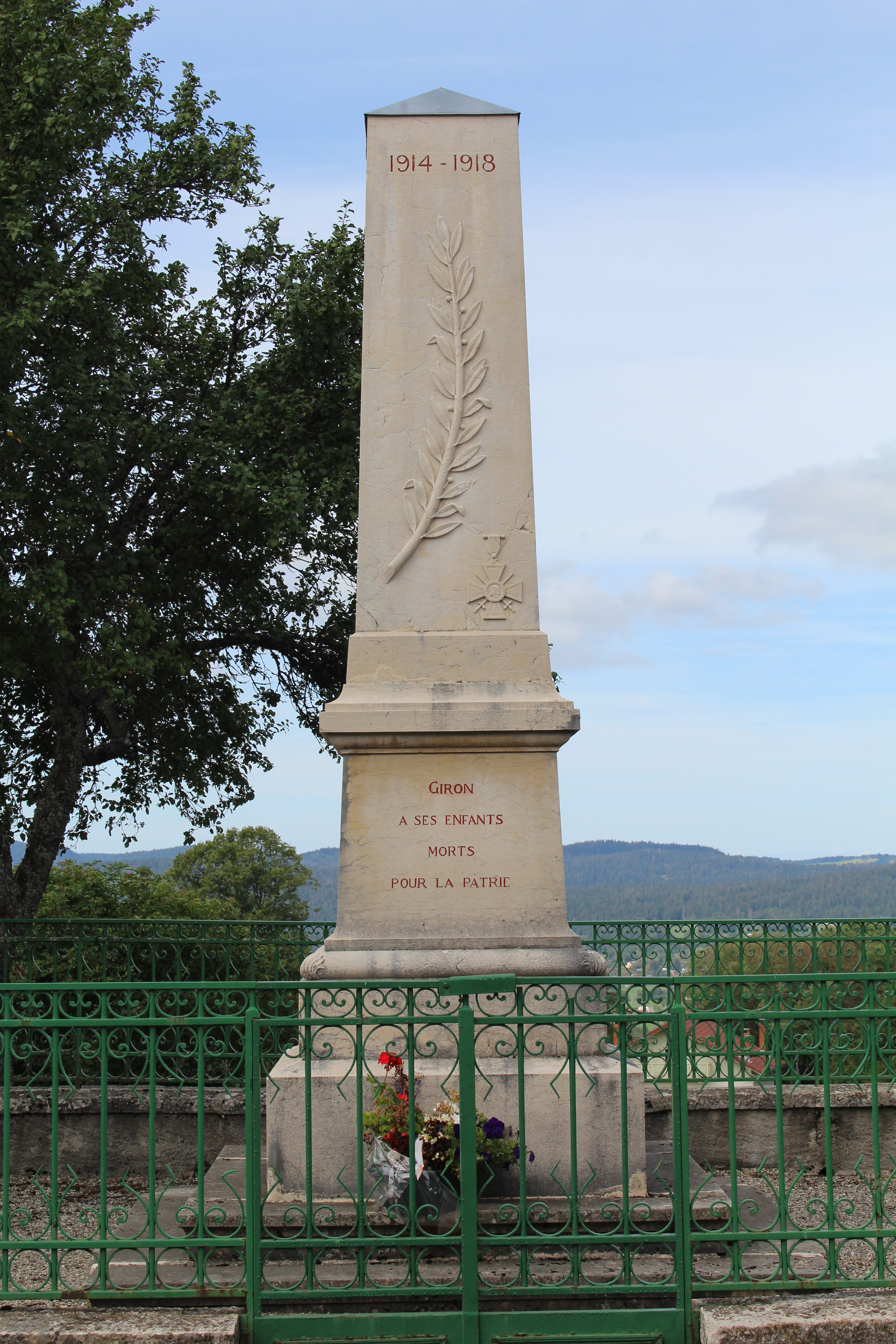
Gefallenendenkmal

## Wirtschaft und Infrastruktur
Giron war bis weit ins 20. Jahrhundert hinein ein vorwiegend durch die Landwirtschaft und Forstwirtschaft geprägtes Dorf. Heute gibt es einige Betriebe des lokalen Kleingewerbes. Zahlreiche Erwerbstätige sind auch Wegpendler, die in den größeren Ortschaften der Umgebung und hauptsächlich in Bellegarde-sur-Valserine ihrer Arbeit nachgehen.
Durch ihre Lage auf einer Hochebene aus porösem Kalkstein hat der Ort seit Anbeginn mit Problemen bei der Wasserversorgung zu kämpfen. Die Versorgung mit Brunnen war höchstens für einzelne Gehöfte möglich, so dass Wasser mit zum Teil aufwändigen Verfahren wie Erschließen unterirdischer Quellen, Regenwassereinfang und Schmelzen von Schnee nutzbar gemacht wurde. Seit 1934 wird Wasser von außerhalb der Gemeinde in ein Vorratssystem geleitet bzw. gepumpt.
In den letzten Jahrzehnten entwickelte sich das Plateau von Giron und die Hochfläche der Forêt de Champfromier zu einem Wintersportgebiet für Skilangläufer und Schneeschuhwanderungen. Bei guter Schneelage stehen rund 100 km Langlaufloipen zur Verfügung.
Die Ortschaft liegt abseits der größeren Durchgangsstraßen. Die Hauptzufahrt erfolgt von Saint-Germain-de-Joux an der Départementsstraße D1084 (Bellegarde-sur-Valserine – Nantua). Weitere lokale Straßenverbindungen bestehen mit Belleydoux, Champfromier und La Pesse. Der nächste Anschluss an die Autobahn A40 befindet sich in einer Entfernung von rund 18 Kilometern.